# 서울특별시도 제60호선
서울특별시도 제60호선은 서울특별시 구로구 수궁동 유한대학 시계에서 강동구 둔촌동 시계 (서하남IC 입구 교차로)까지 이르는 서울특별시도로서, 도로안내를 위해 부여된 번호이다. 이 특별시도는 유한대학 시계에서 시작하여 구로역, 영등포역, 여의도, 마포를 지나 충정로삼거리에 이른다. 거기서 우회전하여 시청역으로 향한다. 이곳을 지나 을지로를 통과하고, 왕십리역과 한양대학교를 지난다. 다음에 만나는 성동교에서 좌회전하여 광나루로와 연결된다. 이후 강동대로와 연결되어 수도권제1순환고속도로 서하남 나들목 시계까지 이른다. 이 도로는 한강을 두 번 건넌다는 특징이 있으며, 총 길이는 33.6Km이다.

## 경유하는 도로
- 경인로 - 여의대로 - 마포대로 - 신촌로[1] - 서소문로 - 을지로 - 퇴계로 - 왕십리로 - 광나루로 - 강동대로

## 경유지
서울특별시
- 구로구 - 영등포구 - 마포구 - 서대문구 / 중구 - 중구 - 성동구 - 광진구 - 송파구 풍납동 / 강동구 천호동 - 강동구

경기도
- 하남시

## 노선
| 도로명                                 | 이름                                                                                         | 접속 노선                                | 소재지                        | 소재지                             | 비고                            |
| 국도 제46호선 (경인로)와 직결          | 국도 제46호선 (경인로)와 직결                                                                | 국도 제46호선 (경인로)와 직결            | 국도 제46호선 (경인로)와 직결 | 국도 제46호선 (경인로)와 직결      | 국도 제46호선 (경인로)와 직결   |
| -------------------------------------- | -------------------------------------------------------------------------------------------- | ---------------------------------------- | ----------------------------- | ---------------------------------- | ------------------------------- |
| 경인로                                 | 성공회대입구 교차로                                                                          | 연동로                                   | 서울특별시                    | 구로구                             | 국도 제46호선 중복              |
| 경인로                                 | 온수역입구 교차로                                                                            | 경인로3길                                | 서울특별시                    | 구로구                             | 국도 제46호선 중복              |
| 경인로                                 | 동부제강입구 교차로                                                                          | 오리로                                   | 서울특별시                    | 구로구                             | 국도 제46호선 중복              |
| 경인로                                 | (이름 없음)                                                                                  | 부일로                                   | 서울특별시                    | 구로구                             | 국도 제46호선 중복              |
| 경인로                                 | 시티월드앞 교차로                                                                            | 오류로                                   | 서울특별시                    | 구로구                             | 국도 제46호선 중복              |
| 경인로                                 | 오류동삼거리                                                                                 | 고척로                                   | 서울특별시                    | 구로구                             | 국도 제46호선 중복              |
| 경인로                                 | 오류동역앞 교차로                                                                            | 경인로20길                               | 서울특별시                    | 구로구                             | 국도 제46호선 중복              |
| 경인로                                 | 오류 나들목                                                                                  | 서울특별시도 제92호선 (남부순환로)       | 서울특별시                    | 구로구                             | 국도 제46호선 중복              |
| 경인로                                 | 개봉사거리                                                                                   | 개봉로 경서로                            | 서울특별시                    | 구로구                             | 국도 제46호선 중복              |
| 경인로                                 | 구로소방서 교차로                                                                            | 중앙로                                   | 서울특별시                    | 구로구                             | 국도 제46호선 중복              |
| 경인로                                 | 고척스카이돔                                                                                 |                                          | 서울특별시                    | 구로구                             | 국도 제46호선 중복              |
| 경인로                                 | 동양미래대학앞 교차로                                                                        | 안양천로                                 | 서울특별시                    | 구로구                             | 국도 제46호선 중복              |
| 경인로                                 | 고척교                                                                                       |                                          | 서울특별시                    | 구로구                             | 국도 제46호선 중복              |
| 경인로                                 | 고척교 교차로                                                                                | 국도 제1호선 (서부간선도로)              | 서울특별시                    | 구로구                             | 국도 제46호선 중복              |
| 경인로                                 | 구로역 교차로                                                                                | 구로중앙로                               | 서울특별시                    | 구로구                             | 국도 제46호선 중복 구로지하차도 |
| 경인로                                 | 거리공원입구 교차로                                                                          | 공원로 경인로61길                        | 서울특별시                    | 구로구                             | 국도 제46호선 중복              |
| 경인로                                 | 도림교                                                                                       |                                          | 서울특별시                    | 구로구                             | 국도 제46호선 중복              |
| 경인로                                 | 영등포구                                                                                     |                                          | 서울특별시                    |                                    | 국도 제46호선 중복              |
| 경인로                                 | 도림교 교차로                                                                                | 서울특별시도 제90호선 경인로71길         | 서울특별시                    |                                    | 국도 제46호선 중복              |
| 경인로                                 | 문래동사거리                                                                                 | 도림로                                   | 서울특별시                    |                                    | 국도 제46호선 중복              |
| 경인로                                 | 청과시장입구 교차로                                                                          | 영신로                                   | 서울특별시                    |                                    | 국도 제46호선 중복              |
| 경인로                                 | 영등포역 교차로                                                                              | 영중로                                   | 서울특별시                    |                                    | 국도 제46호선 중복              |
| 경인로                                 | 영등포로터리                                                                                 | 영등포로 신길로 버드나루로 노들로        | 서울특별시                    | 국도 제46호선 중복 영등포고가차도  |                                 |
| 경인로                                 | 서울교                                                                                       |                                          | 서울특별시                    | 국도 제46호선 중복                 |                                 |
| 경인로                                 | 서울교 교차로                                                                                | 여의서로 여의동로                        | 서울특별시                    | 국도 제46호선 중복                 |                                 |
| 여의대로                               | 서울교 교차로                                                                                | 여의서로 여의동로                        | 서울특별시                    | 국도 제46호선 중복                 |                                 |
| 여의도공원앞 교차로                    | 의사당대로                                                                                   |                                          | 서울특별시                    | 국도 제46호선 중복                 |                                 |
| (이름 없음)                            | 국제금융로                                                                                   |                                          | 서울특별시                    | 국도 제46호선 중복                 |                                 |
| 마포대교 교차로                        | 여의서로 여의동로                                                                            |                                          | 서울특별시                    | 국도 제46호선 중복                 |                                 |
| 마포대교                               |                                                                                              |                                          | 서울특별시                    | 국도 제46호선 중복                 |                                 |
| 마포구                                 |                                                                                              |                                          | 서울특별시                    | 국도 제46호선 중복                 |                                 |
| 마포대교북단 나들목                    | 강변북로 (서울특별시도 제70호선) 국도 제46호선 (강변북로) 국가지원지방도 제23호선 (강변북로) |                                          | 서울특별시                    | 국도 제46호선 중복                 |                                 |
| 마포대교북단 나들목                    | 강변북로 (서울특별시도 제70호선) 국도 제46호선 (강변북로) 국가지원지방도 제23호선 (강변북로) | 마포대로                                 | 서울특별시                    | 국도 제46호선 중복                 |                                 |
| 마포대교입구 교차로 (마포역)           | 토정로                                                                                       |                                          | 서울특별시                    |                                    |                                 |
| (이름 없음)                            | 큰우물로                                                                                     |                                          | 서울특별시                    |                                    |                                 |
| (이름 없음)                            | 독막로 새창로                                                                                |                                          | 서울특별시                    |                                    |                                 |
| 공덕오거리 (공덕역)                    | 백범로 만리재로                                                                              |                                          | 서울특별시                    |                                    |                                 |
| 애오개역                               |                                                                                              |                                          | 서울특별시                    |                                    |                                 |
| (아현중학교)                           | 굴레방로                                                                                     |                                          | 서울특별시                    |                                    |                                 |
| 아현교차로                             | 국도 제6호선 (신촌로)                                                                        | 국도 제6호선 중복                        | 서울특별시                    |                                    |                                 |
| 아현교차로                             | 국도 제6호선 (신촌로)                                                                        | 국도 제6호선 중복                        | 서울특별시                    | 신촌로                             |                                 |
| (이름 없음)                            | 손기정로                                                                                     | 국도 제6호선 중복                        | 서울특별시                    | 서대문구                           |                                 |
| 충정로사거리                           | 국도 제6호선 (충정로) 경기대로                                                               | 국도 제6호선 중복                        | 서울특별시                    | 서대문구                           |                                 |
| 충정로사거리                           | 국도 제6호선 (충정로) 경기대로                                                               | 국도 제6호선 중복                        | 서울특별시                    | 서대문구                           | 서소문로                        |
| (충정로역)                             | 중림로                                                                                       |                                          | 서울특별시                    | 서대문구                           |                                 |
| 상수도사업본부 교차로                  | 청파로                                                                                       | 서소문고가차도                           | 서울특별시                    | 서대문구                           |                                 |
| 경찰청앞 교차로                        | 서울특별시도 제21호선 (통일로)                                                               | 서소문고가차도                           | 서울특별시                    | 중구                               |                                 |
| 시청 교차로 (시청역)                   | 세종대로 세종대로18길                                                                        | 일방통행 구간                            | 서울특별시                    | 중구                               |                                 |
| 시청 교차로 (시청역)                   | 세종대로 세종대로18길                                                                        | 일방통행 구간                            | 서울특별시                    | 중구                               | 세종대로                        |
| 시청 교차로 (서울광장, 대한문, 시청역) | 서울특별시도 제31호선 (세종대로) 덕수궁길                                                    | 서울특별시도 제31호선 중복 일방통행 구간 | 서울특별시                    | 중구                               |                                 |
| 시청 교차로 (서울광장, 대한문, 시청역) | 서울특별시도 제31호선 (세종대로) 덕수궁길                                                    | 서울특별시도 제31호선 중복 일방통행 구간 | 서울특별시                    | 중구                               | 소공로                          |
| 시청 교차로 (서울특별시청, 서울광장)   | 서울특별시도 제31호선 (소공로) 무교로                                                        | 서울특별시도 제31호선 중복 일방통행 구간 | 서울특별시                    | 중구                               |                                 |
| 시청 교차로 (서울특별시청, 서울광장)   | 서울특별시도 제31호선 (소공로) 무교로                                                        | 서울특별시도 제31호선 중복 일방통행 구간 | 서울특별시                    | 중구                               | 을지로                          |
| 을지로1가 교차로 (을지로입구역)        | 남대문로                                                                                     |                                          | 서울특별시                    | 중구                               |                                 |
| 을지로2가 교차로                       | 삼일대로                                                                                     |                                          | 서울특별시                    | 중구                               |                                 |
| 을지로3가 교차로 (을지로3가역)         | 충무로                                                                                       |                                          | 서울특별시                    | 중구                               |                                 |
| 세운상가 (삼풍상가·대림상가)           | 을지로19길 을지로20길                                                                        |                                          | 서울특별시                    | 중구                               |                                 |
| 을지로4가 교차로 (을지로4가역)         | 창경궁로                                                                                     |                                          | 서울특별시                    | 중구                               |                                 |
| 을지로5가 교차로                       | 서울특별시도 제41호선 (동호로)                                                               |                                          | 서울특별시                    | 중구                               |                                 |
| 국립중앙의료원                         |                                                                                              |                                          | 서울특별시                    | 중구                               |                                 |
| 동대문역사문화공원 교차로              | 장충단로                                                                                     |                                          | 서울특별시                    | 중구                               |                                 |
| 동대문역사문화공원역 교차로            | 을지로45길                                                                                   |                                          | 서울특별시                    | 중구                               |                                 |
| 한양공고앞 교차로                      | 퇴계로                                                                                       |                                          | 서울특별시                    | 중구                               |                                 |
| 한양공고앞 교차로                      | 퇴계로                                                                                       | 퇴계로                                   | 서울특별시                    | 중구                               |                                 |
| 신당역 교차로                          | 다산로                                                                                       |                                          | 서울특별시                    | 중구                               |                                 |
| 도로교통공단 교차로                    | 난계로                                                                                       |                                          | 서울특별시                    | 중구                               |                                 |
| 도로교통공단 교차로                    | 난계로                                                                                       | 왕십리로                                 | 서울특별시                    | 중구                               |                                 |
| 상왕십리역 교차로                      | 무학로                                                                                       | 성동구                                   | 서울특별시                    |                                    |                                 |
| 왕십리역 교차로                        | 서울특별시도 제51호선 (고산자로) 왕십리광장로                                                | 성동구                                   | 서울특별시                    |                                    |                                 |
| 한양대.병원 교차로                     | 마조로 살곶이길                                                                              | 성동구                                   | 서울특별시                    |                                    |                                 |
| 한양대학교 한양대역                    |                                                                                              | 성동구                                   | 서울특별시                    |                                    |                                 |
| 성동교                                 |                                                                                              | 성동구                                   | 서울특별시                    |                                    |                                 |
| 성동교 교차로                          | 왕십리로 광나루로 가람길                                                                     | 성동구                                   | 서울특별시                    |                                    |                                 |
| 성동교 교차로                          | 왕십리로 광나루로 가람길                                                                     | 성동구                                   | 서울특별시                    | 광나루로                           |                                 |
| (이름 없음)                            | 성수일로                                                                                     | 성동구                                   | 서울특별시                    |                                    |                                 |
| 치과의사회관앞 교차로                  | 성수이로                                                                                     | 성동구                                   | 서울특별시                    |                                    |                                 |
| 화양사거리                             | 국도 제47호선 (동일로)                                                                       | 성동구                                   | 서울특별시                    |                                    |                                 |
| 화양사거리                             | 국도 제47호선 (동일로)                                                                       | 광진구                                   | 서울특별시                    |                                    |                                 |
| 화양삼거리                             | 군자로                                                                                       |                                          | 서울특별시                    |                                    |                                 |
| 어린이대공원역 교차로 (어린이대공원)   | 능동로                                                                                       |                                          | 서울특별시                    |                                    |                                 |
| 구의사거리                             | 국도 제3호선 (자양로) 서울특별시도 제71호선 (자양로)                                         |                                          | 서울특별시                    |                                    |                                 |
| 구의시장 교차로                        | 구의로                                                                                       |                                          | 서울특별시                    |                                    |                                 |
| (이름 없음)                            | 워커힐로                                                                                     |                                          | 서울특별시                    |                                    |                                 |
| 올림픽대교북단 교차로                  | 아차산로                                                                                     |                                          | 서울특별시                    |                                    |                                 |
| 광남중·고교입구 교차로                 | 광나루로56길 아차산로70길                                                                    | 하부도로에서 올림픽대교 진입불가         | 서울특별시                    |                                    |                                 |
| 올림픽대교북단 나들목                  | 강변북로 (서울특별시도 제70호선) 국도 제46호선 (강변북로)                                    |                                          | 서울특별시                    |                                    |                                 |
| 올림픽대교                             |                                                                                              |                                          | 서울특별시                    |                                    |                                 |
| 강동대로                               | 송파구                                                                                       |                                          | 서울특별시                    |                                    |                                 |
| 강동대로                               | 송파구                                                                                       | 올림픽대교남단 나들목                    | 서울특별시                    | 올림픽대로 (서울특별시도 제88호선) |                                 |
| 강동대로                               | 송파구                                                                                       | 올림픽대교남단 교차로                    | 서울특별시                    | 서울특별시도 제90호선 (올림픽로)   |                                 |
| 강동대로                               | 송파구                                                                                       | (이름 없음)                              | 서울특별시                    | 토성로                             |                                 |
| 강동대로                               | 북:강동구 남:송파구                                                                          | (이름 없음)                              | 서울특별시                    | 토성로                             |                                 |
| 강동대로                               | 올림픽공원북2문 교차로                                                                       |                                          | 서울특별시                    |                                    |                                 |
| 강동대로                               | 둔촌사거리 (한국체육대학교)                                                                  | 서울특별시도 제92호선 (양재대로)         | 서울특별시                    |                                    |                                 |
| 강동대로                               | 서하남IC입구 교차로                                                                          | 동남로                                   | 서울특별시                    |                                    |                                 |
| 하남시도 제180호선 (서하남로)와 직결   |                                                                                              |                                          |                               |                                    |                                 |

## 연결도로
이 시도의 기점인 유한대학 시계에서 계속해서 서쪽으로 향해 가면 부천이나 인천으로 연결되는 경인로가 나온다. 계속해서 가다 보면 수도권제1순환고속도로 송내 나들목이 연결되어 있고 구산사거리에서 서창 분기점 방향으로 가면 영동고속도로도 이용할 수 있다. 동쪽 종점인 서하남 입구 교차로에서는 거여동이나 둔촌동, 하남 방면으로 향한다. 그리고 수도권제1순환고속도로 서하남 나들목이 연결되어 있어서 이 고속도로 이외에 중부고속도로도 이용할 수 있다.

## 중앙버스전용차로
현재 이 시도에서 버스 중앙 전용 차로제가 시행되고 있는 곳은 두 군데이다. 첫째는 경인로이고, 둘째는 마포대로이다. 전자는 개봉사거리에서 영등포역까지 총 5.3km가 설치되어 있고, 후자는 마포대교 북단에서 아현동삼거리까지 총 2.7km의 중앙 차로제가 실시되고 있다. 한편 여의도 서울국제금융센터 (SIFC)에 환승센터가 있다.

## 특징
이 도로는 유한대학 시계에서 마포대교 북단까지 46번 국도와 중첩된다. 또한 비록 짧은 구간이지만 아현동 삼거리에서 충정로삼거리 구간에도 6번 국도도 함께 지나가고 있다.

## 같이 보기
- 경인로
- 을지로
- 강동대로
- 국도 제6호선
- 국도 제46호선